# Championnat d'Allemagne féminin de football 2024-2025
Navigation
Édition précédente Édition suivante
La Frauen-Bundesliga 2024-2025 est la 52e édition du championnat d'Allemagne féminin de football. Le premier niveau du championnat féminin oppose douze clubs allemands en une série de vingt-deux rencontres jouées durant la saison de football. La compétition débute le 30 août 2024 et s'achève le 11 mai 2025. Les trois premières places du championnat sont qualificatives pour la Ligue des champions féminine de l'UEFA alors que les deux dernières places sont synonymes de relégation en 2. Frauen-Bundesliga.
Lors de l'exercice précédent en 2. Bundesliga, le 1. FFC Turbine Potsdam et le FC Carl Zeiss Iéna ont gagné le droit d'évoluer en première division.
Le Bayern Munich, le VfL Wolfsburg et l'Eintracht Francfort, sur le podium en 2024, sont quant à eux les représentants allemands en Ligue des champions féminine de l'UEFA 2024-2025.
En raison du passage de la 1. Frauen-Bundesliga à 14 clubs la saison prochaine, seule la 12e place est synonyme de relégation contrairement aux saisons précédentes où l'avant-dernier était aussi relégué en 2. Frauen-Bundeliga

## Participants
| Nom du club            | Entraîneur       | DC   | DM   | Cls 2023-2024 | Stade                             | Capacité | Nb T. |
| ---------------------- | ---------------- | ---- | ---- | ------------- | --------------------------------- | -------- | ----- |
| Bayern Munich          | Alexander Straus | 1970 | 2000 | 1er           | FC Bayern Campus                  | 2 500    | 6     |
| VfL Wolfsburg          | Tommy Stroot     | 1973 | 2006 | 2e            | AOK Stadion                       | 5 200    | 7     |
| Eintracht Francfort    | Niko Arnautis    | 1973 | 1990 | 3e            | Stadion am Brentanobad            | 5 650    | 7     |
| SG Essen-Schönebeck    | Markus Högner    | 2000 | 2004 | 4e            | Stadion an der Hafenstrasse       | 20 352   | 0     |
| TSG 1899 Hoffenheim    | Gabor Gallai     | 2006 | 2013 | 5e            | Dietmar Hopp Stadion              | 6 350    | 0     |
| Bayer 04 Leverkusen    | Robert de Pauw   | 2008 | 2018 | 6e            | Ulrich-Haberland-Stadion          | 3 200    | 0     |
| Werder Brême           | Thomas Horsch    | 2004 | 2020 | 7e            | Terrain 12 du Weserstadion        | 1 000    | 0     |
| RB Leipzig             | Şaban Uzun       | 2023 | 2023 | 8e            | RB-Trainingszentrum, Rasenplatz 1 | 2 015    | 0     |
| SC Fribourg            | Theresa Merk     | 1975 | 2011 | 9e            | Dreisamstadion                    | 24 000   | 0     |
| 1. FC Cologne          | Willi Breuer     | 1974 | 2021 | 10e           | Franz-Kremer-Stadion              | 5 457    | 0     |
| 1. FFC Turbine Potsdam | Sofian Chahed    | 1971 | 2024 | 1er (2.FB)    | Karl-Liebknecht-Stadion           | 10 499   | 6     |
| FC Carl Zeiss Iéna     | Anne Pochert     | 2004 | 2024 | 2e (2.FB)     | Ernst-Abbe-Sportfeld              | 10 445   | 0     |

Légende des couleurs
- Qualifié pour la Ligue des champions 2024-2025.
- Promu de 2. Frauen-Bundesliga 2023-2024.

## Compétition

### Classement
Le classement est calculé avec le barème de points suivant : une victoire vaut trois points, le match nul un et la défaite zéro.
Les critères utilisés pour départager en cas d'égalité au classement sont les suivants :
1. différence entre les buts marqués et les buts concédés sur la totalité des matchs joués dans le championnat ;
2. plus grand nombre de buts marqués sur la totalité des matchs joués dans le championnat.

| Rang | Équipe                   | Pts | J  | G  | N | P  | Bp | Bc | Diff |
| ---- | ------------------------ | --- | -- | -- | - | -- | -- | -- | ---- |
| 1    | Bayern Munich T C        | 59  | 22 | 19 | 2 | 1  | 56 | 13 | +43  |
| 2    | VfL Wolfsburg            | 51  | 22 | 16 | 3 | 3  | 57 | 18 | +39  |
| 3    | Eintracht Francfort      | 50  | 22 | 16 | 2 | 4  | 68 | 22 | +46  |
| 4    | Bayer 04 Leverkusen      | 43  | 22 | 13 | 4 | 5  | 38 | 21 | +17  |
| 5    | SC Fribourg              | 38  | 22 | 11 | 5 | 6  | 34 | 31 | +3   |
| 6    | TSG Hoffenheim           | 36  | 22 | 12 | 0 | 10 | 49 | 30 | +19  |
| 7    | Werder Brême             | 29  | 22 | 9  | 2 | 11 | 28 | 39 | -11  |
| 8    | RB Leipzig               | 27  | 22 | 8  | 3 | 11 | 30 | 40 | -10  |
| 9    | SG Essen-Schönebeck      | 20  | 22 | 5  | 5 | 12 | 21 | 30 | -9   |
| 10   | 1. FC Cologne            | 14  | 22 | 3  | 5 | 14 | 18 | 51 | -33  |
| 11   | FC Carl Zeiss Iéna P     | 10  | 22 | 2  | 4 | 16 | 7  | 43 | -36  |
| 12   | 1. FFC Turbine Potsdam P | 1   | 22 | 0  | 1 | 21 | 5  | 73 | -68  |

Qualifications européennes
Ligue des champions 2025-2026
- 1er et 2e : phase de ligue
- 3e : deuxième tour de qualification

Relégation en 2. Frauen-Bundesliga 2025-2026
- 12e : relégation

Abréviations
- T : Tenant du titre
- C : Vainqueur de la Coupe d'Allemagne 2024-2025
- P : Promus de 2. Frauen-Bundesliga 2023-2024

## Statistiques

### Meilleures buteuses
| Rang | Joueuse            | Club                | Buts |
| ---- | ------------------ | ------------------- | ---- |
| 1    | Lineth Beerensteyn | VfL Wolfsburg       | 17   |
| 2    | Selina Cerci       | TSG Hoffenheim      | 16   |
| 3    | Nicole Anyomi      | Eintracht Francfort | 14   |
| 3    | Laura Freigang     | Eintracht Francfort | 14   |
| 3    | Pernille Harder    | Bayern Munich       | 14   |
| 6    | Cornelia Kramer    | Bayer Leverkusen    | 12   |
| 7    | Giovanna Hoffmann  | RB Leipzig          | 11   |
| 7    | Lea Schüller       | Bayern Munich       | 11   |
| 9    | Vanessa Fudalla    | RB Leipzig          | 10   |
| 9    | Larissa Mühlhaus   | Werder Brême        | 10   |
| 9    | Géraldine Reuteler | Eintracht Francfort | 10   |

## Bilan de la saison
| Championnat d'Allemagne féminin de football 2024-2025 |                          |
| Champion                                              | Bayern Munich (7e titre) |
| Dauphin                                               | VfL Wolfsburg            |
| Coupes et trophées                                    |                          |
| Vainqueur de la DFB-Pokal Frauen 2024-2025            | Bayern Munich            |
| Qualifications continentales                          |                          |
| Ligue des champions 2025-2026                         | Bayern Munich            |
| Ligue des champions 2025-2026                         | VfL Wolfsburg            |
| Ligue des champions 2025-2026                         | Eintracht Francfort      |
| Promotions et relégations                             |                          |
| Promus en Frauen-Bundesliga                           | 1. FC Union Berlin       |
| Promus en Frauen-Bundesliga                           | 1. FC Nuremberg          |
| Promus en Frauen-Bundesliga                           | Hambourg SV              |
| Relégués en 2. Frauen-Bundesliga                      | 1. FFC Turbine Potsdam   |